# Lithobius orientalis
Lithobius orientalis är en mångfotingart som beskrevs av Carl Graf Attems 1953. Lithobius orientalis ingår i släktet Lithobius och familjen stenkrypare.
Artens utbredningsområde är Vietnam. Inga underarter finns listade i Catalogue of Life.